# Teyran
Teyran ist eine französische Gemeinde mit 4729 Einwohnern (Stand: 1. Januar 2022) im Département Hérault in der Region Okzitanien. Sie gehört zum Arrondissement Lodève und ist Teil des Kantons Saint-Gély-du-Fesc. Die Einwohner werden Teyrannais(es) genannt.

## Geographie

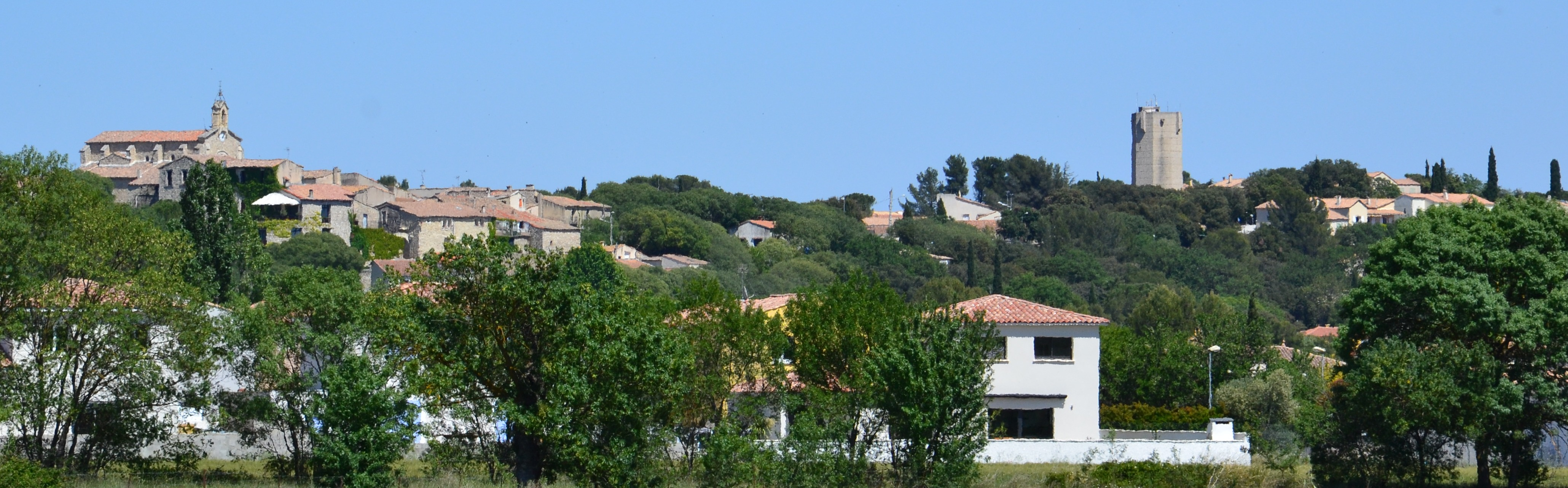
Blick auf Teyran von den Hügeln aus

Teyran liegt etwa zehn Kilometer nordöstlich von Montpellier am Fluss Salaison.
Umgeben wird Teyran von den Nachbargemeinden Guzargues im Norden, Castries im Osten, Vendargues im Südosten, Le Crès im Süden, Jacou und Clapiers im Westen und Südwesten sowie Assas im Westen und Nordwesten.

## Bevölkerungsentwicklung
| Jahr      | 1962 | 1968 | 1975 | 1982 | 1990 | 1999 | 2006 | 2017 |
| Einwohner | 477  | 555  | 918  | 2016 | 3469 | 4239 | 4290 | 4586 |

## Sehenswürdigkeiten

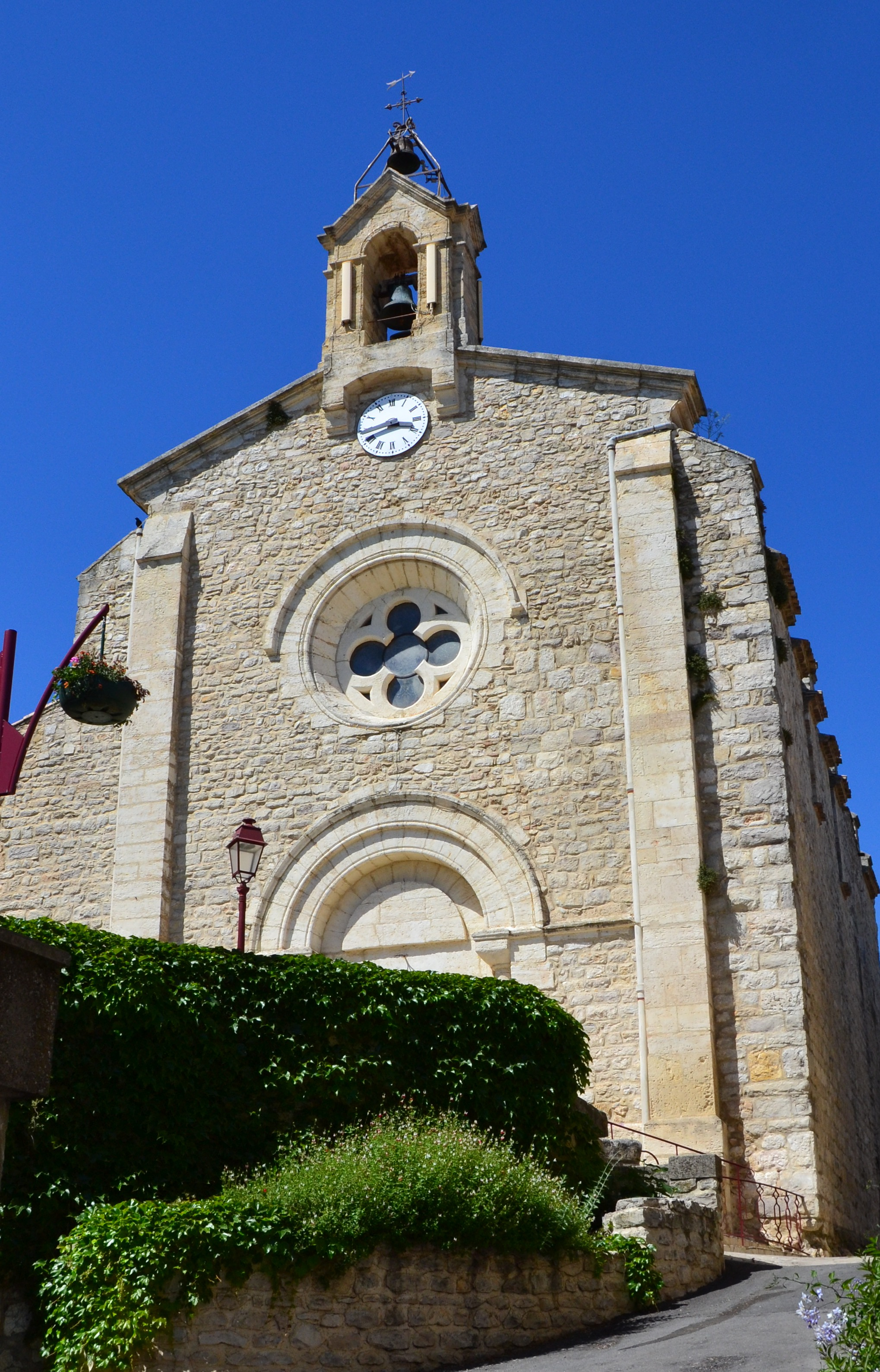
Kirche Saint-André

- Kirche Saint-André
- Schloss Montel